# Grigorij Ivanovič Černyšëv
Conte Grigorij Ivanovič Černyšëv, in russo Григорий Иванович Чернышёв? (San Pietroburgo, 10 febbraio 1762 – Orël, 14 gennaio 1831), è stato un nobile russo.

## Biografia
Era l'unico figlio maschio di Ivan Grigor'evič Černyšëv (1726-1797), e della sua seconda moglie, Anna Aleksandrovna Isleneva (1740-1794). 
Essendo l'unico rappresentante del clan, Grigorij ereditò non solo la fortuna di suo padre, ma anche dallo zio Zachar, insieme alla sua enorme fortuna, che comprendeva, tra le altre cose, Yaropolets, un palazzo della regione di Mosca, Palazzo Mariinskij e una casa estiva sulla strada di Peterhof.
Studiò presso l'Università di Strasburgo, dove entrò a far parte della massoneria. 

## Carriera
Per qualche tempo intraprese la carriera militare dopodiché si dedicò alla carriera diplomatica. Partecipò al trattato di Iași nel seguito di Bezborodko. Nel 1776 gli venne concesso il titolo di gentiluomo di camera. Nel 1799 venne nominato assistere di Naryškin. Ricevette il rango di consigliere.
Nel 1790, insieme ai suoi genitori, visse all'estero fino al 1795. Nel 1821, pubblicò diverse commedie e proverbi francesi, scritte per il teatro di corte a Gatčina. Era noto per le sue stranezze.

## Matrimonio
Nel 1796 sposò Elizaveta Petrovna Kvašnina-Samarina (1773-1828), figlia di Pëtr Fëdorovič Kvašnin-Samarin. Ebbero sette figli:
- Zachar Grigor'evič (1796-1862);
- Sof'ja Grigor'evna (1799-1847), sposò il consigliere Ivan Gavrilovič Kruglikov;
- Aleksandra Grigor'evna (1804-1832), sposò Nikita Michajlovič Murav'ev;
- Elizaveta Grigor'evna (1805-1858), sposò l'assessore Aleksandr Dmitrievič Černyšëv;
- Natal'ja Grigor'evna (1806-1888), sposò il generale Nikolaj Nikolaevič Murav'ev;
- Vera Grigor'evna (1808-1880), sposò il conte diplomatico Fëdor Petrovič Palen;
- Nadežda Grigor'evna (1813-1854), sposò il principe Grigorij Alekseevič Dolgorukov.

## Morte
Gli ultimi anni della sua vita sono stati offuscati dagli eventi successivi alla Rivolta decabrista.
Nel 1828 rimase vedovo e la sua salute cominciò a deteriorarsi. Morì il 14 gennaio 1831 a Orël.